# Manli Boeci
Manli Boeci (mort circa 487) va ser un aristòcrata romà i italià, nomenat cònsol el 487. Probablement era el pare del filòsof romà Boeci.

## Biografia
Probablement era fill de Boeci, el prefecte del pretori d'Itàlia, que va ser executat per l'emperador Valentinià III el 454, i probablement el pare del famós filòsof Boeci; si aquesta identificació és correcta, va morir poc després del 487, ja que se sap que Boeci va quedar orfe de petit i va ser adoptat per l'aristòcrata Quint Aureli Memmi Simmac.
La carrera de Boeci es coneix gràcies a un díptic consular conservat a Brescia. Va ser praefectus urbi de Roma (en data desconeguda), després prefecte del pretori d'Itàlia en algun moment entre el 480 i el 487, quan va ser nomenat cònsol (no reconegut a l'Orient), praefectus urbi per segona vegada i patrici.
Aquest díptic registra el seu segon nom abreujat com a NAR. E. Weigand creia que aquesta abreviatura volia dir N(onius) AR(rius) Tot i que Nonius és un nom comú a principis de l'Imperi, Alan Cameron ha assenyalat que la combinació "Nonius Arrius" només s'ha documentat dues vegades en els 300 anys anteriors a Boeci. A més, assenyala que l'abreviatura "N. Ar." no està documentada, excepte per aquest díptic consular. Basant-se en aquestes consideracions, creu que aquesta explicació és insostenible i proposa que NAR s'hauria de llegir com una abreviatura d'un dels dos noms: o bé "Narius", "un nom italià documentat de manera segura, tot i que escassament"; o bé com un error de gravat per a MAR, una abreviatura de "Marius", un nom molt més comú.